# كانغتا وفانس
كانغتا وفانس (بالكورية: 강타와 바네스)، (بالصينية:七炫和建豪) هو ثنائي بوب  يتركب من المغني الكوري  كانغ تا من مجموعة إتش.أو.دبليو و المغني تايواني  فانس وو من إف 4. تشكل في عام  2006 عند إصدار  أول ألبوم، Scandal.

## روابط خارجية
- كانغتا وفانس على موقع ميوزك برينز (الإنجليزية)

- (كورية) (صينية) الموقع الرسمي كانغتا وفانس نسخة محفوظة 7 فبراير 2011 على موقع واي باك مشين.